# N,N-二氨丙基月桂胺
N,N-二氨丙基月桂胺是一种有机化合物，化学式为C18H41N3。它可以月桂酸、氨和丙烯腈为原料，经多步反应制得。
它是一种具有杀菌能力的表面活性剂，对特定细菌具有杀菌活性，包括分枝杆菌属和多重耐药细菌。